# Lewon Patjadzjan
Lewon Patjadzjan (armeniska: Լևոն Պաչաջյանm, Lewon Patjadzjjan) född 20 september 1983 i Jerevan, är en armenisk före detta fotbollsspelare.

## Karriär
Patjadzjan slog igenom i den armeniska klubben Pyunik. Han var med om att vinna ligan varje år från 2003 till 2007 och vann utmärkelsen "årets spelare i Armenien" 2007. Han värvades till svenska Gais inför 2008 års säsong. Väl där tog han en ordinarie plats i laget, men lyckades inte nå upp till de högt ställda förväntningar som omgivningen hade på honom. Den efterföljande säsong bedömdes han vara överflödig och lånades under våren ut till Tippeligaenklubben Fredrikstad FK. I september 2009 kom Patjadzjan och Gais överens om att bryta kontraktet och han for hem till Armenien.
I augusti 2013 blev det klart att Patjadzjan återvänder till Sverige, denna gången till Assyriska FF vilka han skrev på ett kontrakt över säsongen 2015 med. Efter säsongen 2014 lämnade han Assyriska.
I mars 2015 värvades Patjadzjan av division 2-klubben Arameiska/Syrianska. Inför säsongen 2016 gick han till Södertälje FK. Inför säsongen 2017 värvades Patjadzjan av Linköping City. I december 2018 förlängde han sitt kontrakt med ett år.

## Meriter
FC Pjunik
- Armeniska ligan
  - Vinnare: 2003, 2004, 2005, 2006 och 2007.

- Armeniska cupen
  - Vinnare: 2004

- Armeniska supercupen
  - Vinnare: 2003, 2004, 2006

### Utmärkelser
- Årets spelare i Armenien: 2007